# Martine et Serge Rives

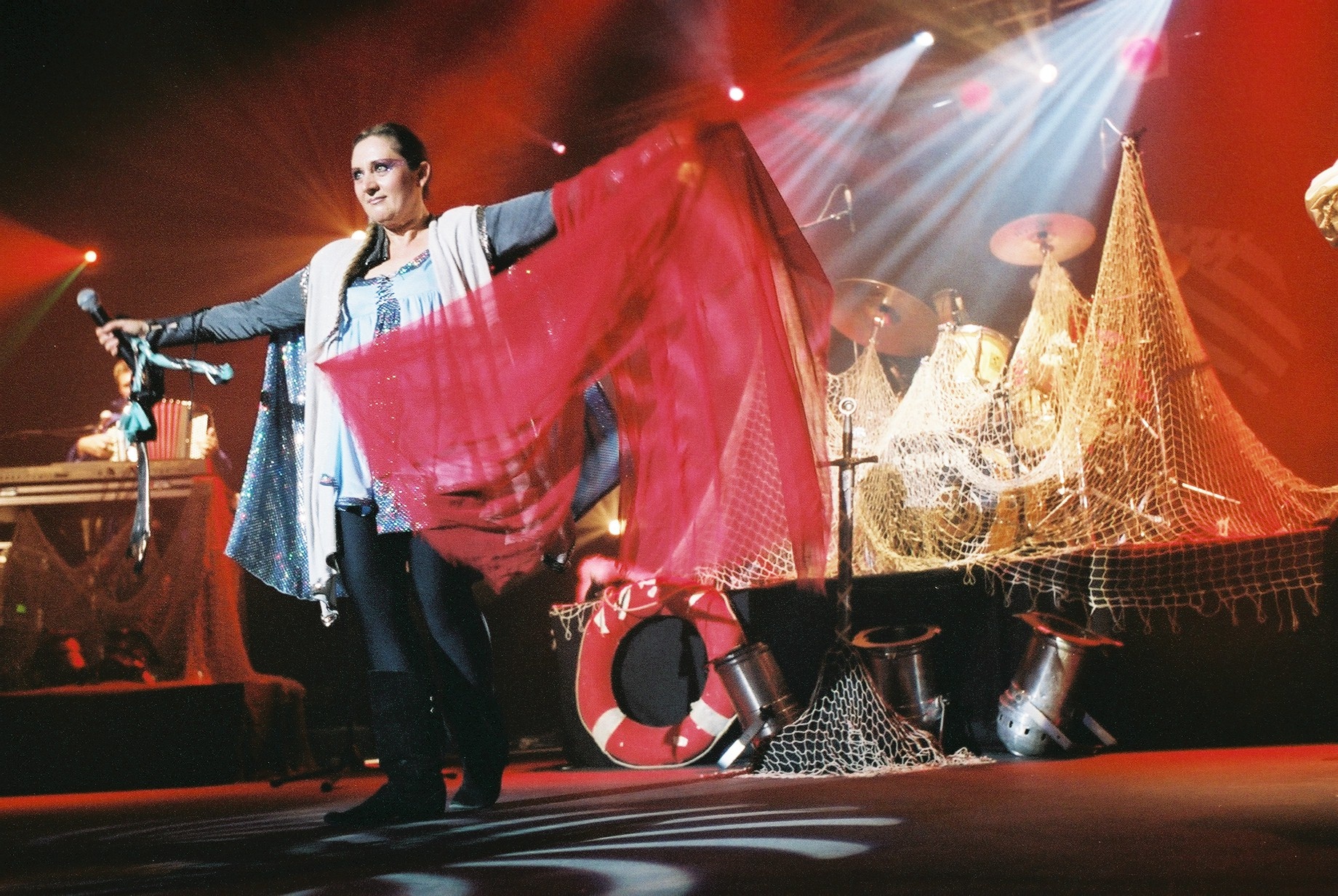
Martine Rives en concert le 2002-09-12

Martine et Serge Rives sont des auteurs-compositeurs-interprètes français.

## Biographie
Depuis les années 90, le duo Rives a écumé bon nombre de scènes et de festivals celtiques en Bretagne et ailleurs. À la fois compositeur, musicien, chanteur et poète, le couple s'est entouré de musiciens issus de la musique traditionnelle celtique mais aussi du jazz. 
Créateurs des spectacles Légendes et Si Bretagne m'était contée, ils se sont fait une place de choix parmi la nouvelle génération des ambassadeurs de Bretagne, dans leur catégorie.

## Discographie
- 1992 : Entre ciel et Mer, arrangements Michel Brouard, Production Goeland
- 1994 : Sur les ailes du Goëland, Production Goeland
- 1996 : Un vent de Bretagne, arrangements Jean Jacques Ramahefarivoni, production Goeland
- 1997 : Léo de Douarnenez, production Goeland
- 1998 : Légendes, AVB productions, arrangements Xavier Dival
- 1999 : Château du Taureau, CD et Vidéo clip réalisés par l'association de la sauvegarde du château du taureau avec le soutien de la ville de Morlaix[2]
- 2000 : Si bretagne m'était contée, arrangements Yves Ribis du groupe Glaz, AVB productions
- 2002 : Tournage du DVD Si Bretagne m'était contée.